# Spizixos canifrons
El bulbul picogrueso (Spizixos canifrons) es una especie de ave paseriforme de la familia Pycnonotidae propia del Sudeste Asiático.

## Distribución y hábitat
Se encuentra en las montañas de Bangladés, sur de China, extremo oriental de la India, Laos, Birmania, Tailandia y Vietnam. Sus hábitats naturales son los bosques montanos húmedos tropicales y subtropicales y los matorrales de montaña.